# Руско-турска война (1686 – 1700)
Руско-турската война 1686 – 1700 е част от мащабен европейски военен конфликт, при който е сключена антиосманската „Свещена лига“, състояща се от Свещената Римска империя, Република Венеция, Жечпосполита и Русия срещу Османската империя.

## Предистория
Руско-турската война (1676 – 1681) година, водена с променлив успех, завършва с Бахчисарайският договор, сключен през 1681 година за 20 години, и възстановяващ status quo. Западна Украйна, представляваща след войната истинска пустиня, и Подолие остават в ръцете на османците. Османската империя лесно се съгласява на мир, понеже ѝ е предстояла война с Австрия, която предприема великия везир Кара Мустафа. Османците успяват да проникнат до Виена и да я обсадят (от 24 юли до 12 септември 1683 година), но се налага да отстъпят, когато полският крал Ян Собиески, който е в съюз с Австрия, пристига на помощ и постига блестяща победа в битката край Виена. В Белград Кара Мустафа е посрещнат от пратеници на султана, които имат заповед да доставят в Истанбул главата на неспособния пълководец, което е и изпълнено.

## Подготовка за война
При царица София отношенията между Русия и Османската империя приемат нов характер. Русия започва настъпателни действия на южното направление (Крим), докато дотогава действията ѝ са били с отбранителен характер. Като повод се използва присъединяването на Русия към Свещения съюз против турците, сключен през 1683 година от полския крал Ян Собиески и австрийския император Леополд. Към съюза се присъединява Венеция, а за покровител на съюза бил провъзгласен папа Инокентий XI. Съюзниците мечтаят даже да изгонят османците от Европа и решават да привлекат към съюза и други владетели. През 1684 година в село Андрусово започват преговори, при които Русия се съгласява да се присъедини към съюза, но при условие че Полша отстъпи Киев на руснаците. Договорът е сключен на 21 април 1686 година.

## Ход на войната

### Военни действия на австрийско и полското направление
Тази война е първата за Османската империя, в която ѝ се налага не да напада, а да се отбранява на собствена територия. През 1686 година лотарингският херцог завладява Буда, през 1687 година великият везир Сюлейман паша е напълно разбит при Мохач. Поражението на османската армия предизвиква разярение сред еничарите, които се разбунтуват и грабят Цариград. Под заплаха от въстание, Мехмед IV им изпраща главата на Сюлейман, но това не го спасява. Еничарите го свалят с помощта на фетва на мюфтията и насила слагат на престола неговия брат, Сюлейман II, който е съвършено неспособен да управлява. Войната продължава при него и неговите братя, Ахмед II (1691 – 95) и Мустафа II (1695 – 1703). Венецианците овладяват Морея, австрийците завладяват Белград (но скоро пак са принудени да го напуснат) и всички значителни крепости на Унгария, Славония и Трансилвания, поляците заемат значителна част от Молдова.

### Кримските походи на руските войски
През 1687 година руските войски под командването на княз Василий Голицин настъпват към Крим. Към тях се присъединяват и украинските казаци под ръководството на хетман Самойлович. Той се е отнасял много негативно към съюза между Москва и Жечпосполита и неохотно приема участие в първия кримски поход.
Походът е неуспешен, понеже степите са били запалени, и това става повод за Голицин да го прекрати.
През пролетта на 1689 година, Голицин със 112-хилядна армия предприема втори поход към Крим. Побеждава в първата битка с кримските татари, но недостига на вода и възникването на епидемия сред войската го карат да се върне в Москва без резултат.

### Походите на Петър I
На първо време Петър I изглежда не мисли за спазване на свещения съюз и нова война с османците. Гръцкото духовенство, обаче, настоятелно моли за продължаване на войната, указвайки на това, че времето за нея е много благоприятно. В началото на 1695 година Петър предприема първия си поход към град Азов.
Част от войската под ръководството на Борис Шереметев е изпратена към долното течение на Днепър. По пътя към Крим към нея трябвало да се присъединят и украинските казаци. Войските от нов тип, полковете Преображенски, Семьоновски, Бутирски и Лефортов, заедно със стрелците (около 31 хиляди души) под командването на Головин, Лефорт и Гордон се насочват към Азов. В тази войска е бил зачислен и самия цар с чин бомбардир. На 29 юни те се приближават към Азов и се опитват да го обсадят. Поради липсата на флот обаче тази обсада не успява и градът не пада.